# Conflitto del Libano meridionale (1982-2000)
Durante il conflitto del Libano meridionale svoltosi tra il 1982 ed il 2000 Hezbollah condusse una campagna di guerriglia contro le forze israeliane che occupavano il Libano meridionale.
Si concluse con la ritirata di Israele in accordo con la risoluzione 425 del 1978 del Consiglio di Sicurezza delle Nazioni Unite. Dato che le precedenti guerre arabo-israeliane erano state caratterizzate o dalla vittoria israeliana o dal cessate il fuoco forzato dell'ONU, questo è spesso visto come un successo di Hezbollah, che fu in grado di estendere il proprio controllo sul Libano meridionale.

## Cronologia

### L'invasione israeliana
Israele invase il Libano nel 1978 e nel 1982 e occupò una zona di sicurezza di varia grandezza nel Libano meridionale fra il 1982 ed il 2000. Hezbollah, insieme con la maggior parte dei gruppi di sinistra e secolaristi nel Fronte Libanese di Resistenza Nazionale, combatté una guerriglia contro Israele e il suo alleato, l'Esercito del Libano del Sud.
Le milizie del Fronte di Resistenza Nazionale si disarmarono in accordo con gli accordi di Ta'if del 1989, ma Hezbollah rimase diffidente, protestando che finché tutto il territorio libanese non fosse stato liberato e Israele espulso, la resistenza contro l'occupazione militare sarebbe continuata. Erano diventati al tempo la più grande, potente e numerosa delle organizzazioni di resistenza.

### 1993
Nel luglio dell'anno 1993 Israele condusse un'operazione di sette giorni chiamata "operazione Responsabilità" in modo da distruggere Hezbollah nel periodo in cui il governo libanese stava negoziando con Israele.

### 1996
Il combattimento culminò durante l'"operazione grappoli d'ira" nell'aprile 1996 quando Israele lanciò un assalto ed una campagna aerea contro Hezbollah. La campagna fallì e si concluse con il bombardamento da parte di Israele di una base ONU a Qana, che provocò la morte di oltre cento civili e profughi (tra cui quattro osservatori ONU) oltre al ferimento di circa 800 persone.
Il 30 maggio successivo due bombe piazzate a lato della strada uccisero quattro soldati israeliani e ne ferirono molti altri a Marjayoun, dove le IDF avevano il proprio quartier generale nel Libano meridionale. Il 10 giugno tutti i 13 membri di una pattuglia israeliana a nord del fiume Litani furono uccise o ferite in un'imboscata di Hezbollah. Nella rappresaglia successiva ai fatti del 10 giugno, l'artiglieria israeliana uccise un soldato dell'Esercito Libanese e ferì un civile.

### 2000
Nel gennaio 2000 Hezbollah assassinò il comandante della Brigata Occidentale dell'Esercito del Libano del Sud, il Colonnello Aql Hashem, nella sua casa nella zona di sicurezza. Hashem era stato responsabile giorno per giorno delle operazioni dell'ELS.
Il 24 maggio "dopo il collasso dell'ELS e la rapida avanzata delle forze di Hezbollah, Israele annunciò che avrebbe ritirato le proprie truppe dal Libano meridionale e completò la ritirata il giorno successivo, più di sei settimane prima del termine previsto del 7 luglio." Questa fu ampiamente ritenuta una vittoria per Hezbollah e accrebbe ampiamente la sua popolarità in Libano.
Israele considerò questa mossa come tattica poiché aveva sempre considerato la zona di sicurezza come un paraurti solo per proteggere i cittadini israeliani. Hezbollah affermò spesso che il proprio obiettivo era la distruzione di tutta Israele e in seguito alla perdita da parte di Hezbollah della "scusa" dell'"occupazione", Israele poté guadagnare una mano in più per il supporto internazionale.

## Conseguenze
Il tentativo di pace, risultato del ritiro, durò per anni. Comunque, le forze aeree israeliane invasero continuamente lo spazio aereo libanese mentre Hezbollah lanciò attacchi di razzi contro Israele.
Nel luglio 2006 Israele iniziò un altro assalto militare al Libano meridionale in risposta agli attacchi missilistici di Hezbollah contro cittadini israeliani e al rapimento di due dei suoi soldati e l'uccisione di altri otto.